# Panulirus longipes
Panulirus longipes är en kräftdjursart som först beskrevs av Alphonse Milne-Edwards 1868.  Panulirus longipes ingår i släktet Panulirus och familjen Palinuridae. IUCN kategoriserar arten globalt som livskraftig. Inga underarter finns listade i Catalogue of Life.

## Bildgalleri

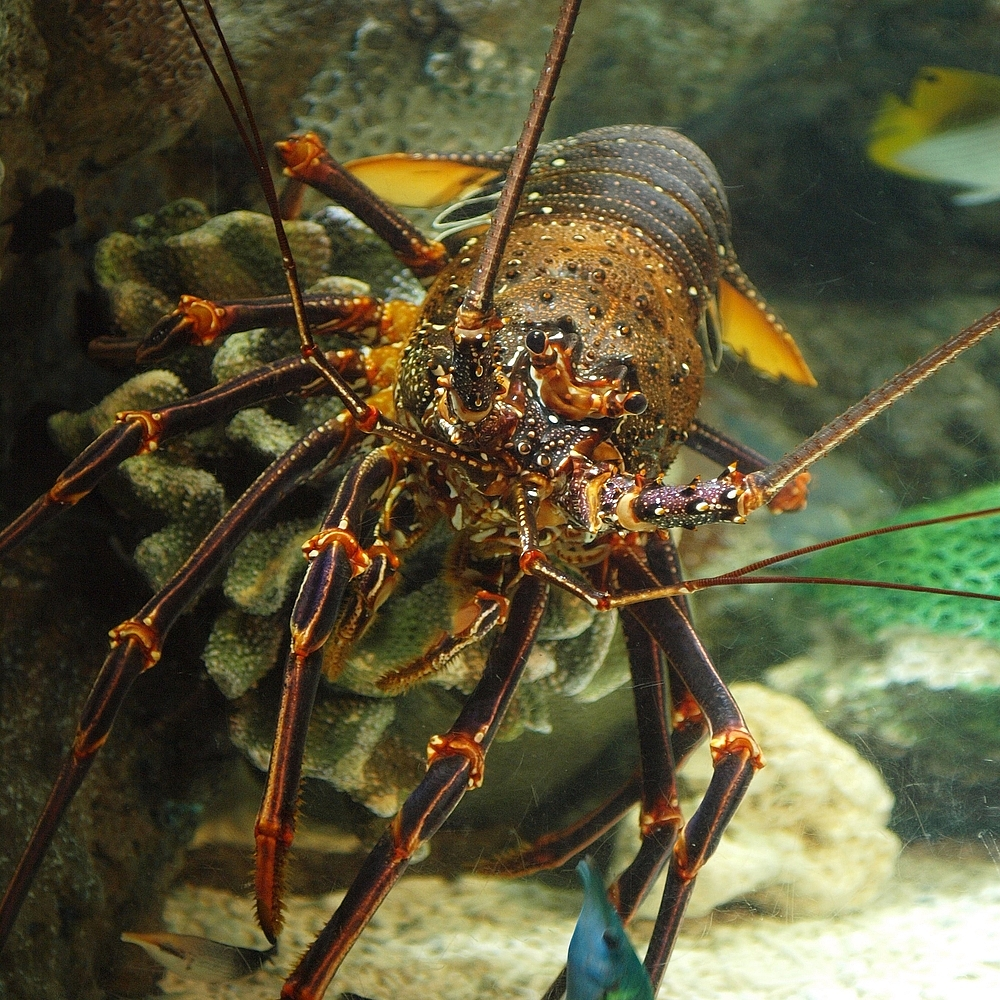
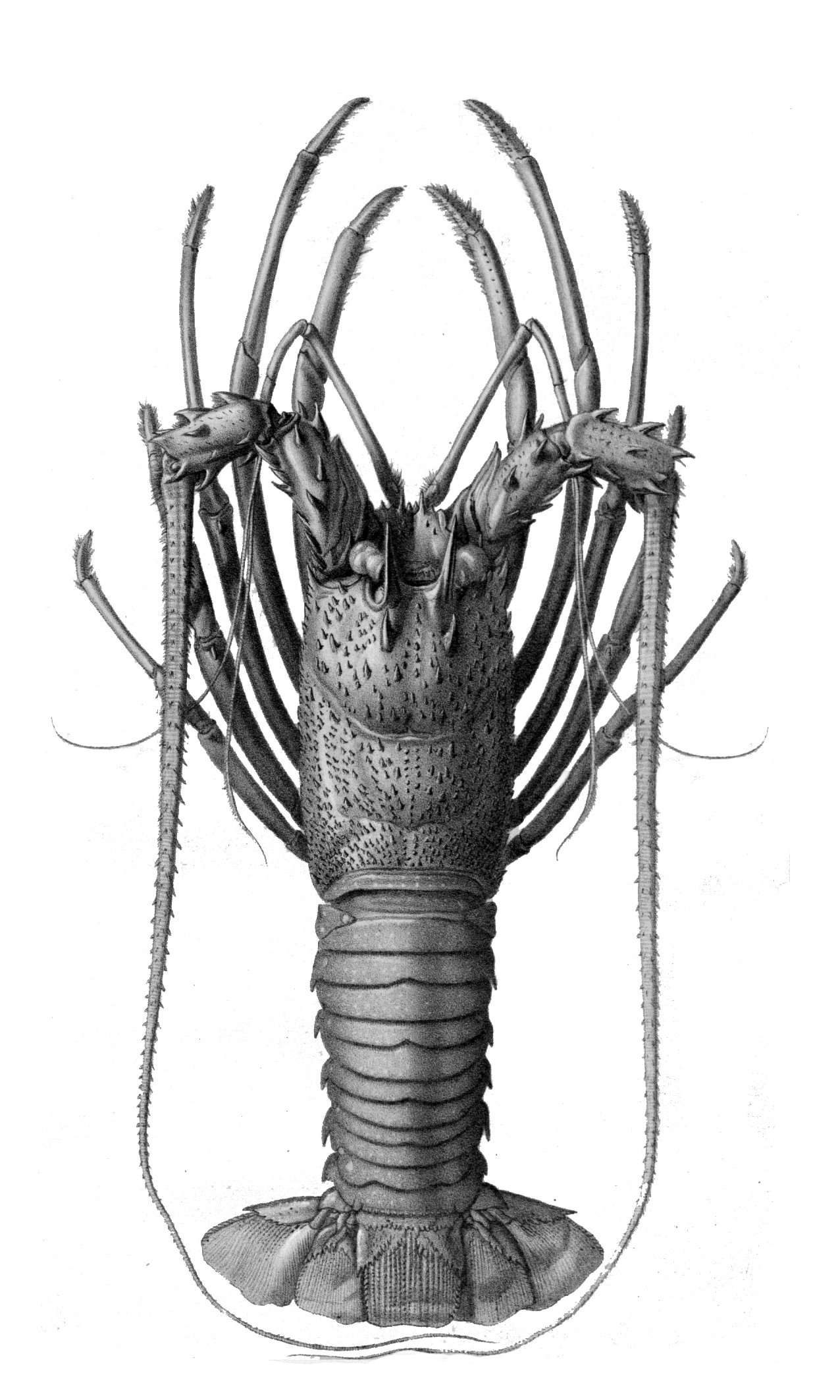